# Odette Duriez
Pour les articles homonymes, voir Duriez.
Odette Duriez, née le 7 mai 1948 à Merville (Nord), est une femme politique française, membre du Parti socialiste.
Comptable de profession, elle est suppléante du député Marcel Cabiddu le 16 juin 2002 à qui elle succède à son décès le 14 janvier 2004. Elle est sénatrice de 2011 à 2013.

## Détail des fonctions et des mandats
Mandats locaux
- 14 mars 1983 - 19 mars 1989 : Adjointe au maire de Cambrin
- 20 mars 1989 -  29 mars 2014 : Maire de Cambrin
- 1er janvier 2002 - 16 mars 2008 : Vice-présidente de la Communauté d'agglomération de l'Artois
- 29 mars 2004 - 29 mars 2015  : Conseillère générale du canton de Cambrin
- depuis le 17 mars 2008 : Membre de la Communauté d'agglomération de l'Artois
- depuis le 29 mars 2015 : Conseillère départementale du canton de Douvrin

Mandats parlementaires
- 14 janvier 2004 - 30 septembre 2011 : Députée de la 11e circonscription du Pas-de-Calais
- 25 septembre 2011 - 28 février 2013 : Sénatrice du Pas-de-Calais